# Barbie as the Princess and the Pauper
Barbie as the Princess and the Pauper (bra: Barbie em a Princesa e a Plebeia; prt: Barbie em a Princesa e a Aldeã) é um filme de animação estadunidense de 2004, dirigido por William Lau e estrelado pela famosa boneca Barbie. Seu lançamento ocorreu diretamente em home-vídeo em 28 de setembro de 2004, gerando uma grande linha de produtos licenciados. Se converteu no quarto lançamento da série cinematográfica animada por computador de Barbie. No filme, Barbie "desempenha" dois papéis: a loira Princesa Anneliese e a morena plebéia Érica, além de ambas serem idênticas fisicamente, elas ainda compartilham o sonho de serem livres de suas funções, no entanto após o sumiço de Anneliese, a plebéia precisa assumir o seu lugar para salvar o reino, e seguindo o seu coração, elas vão fazer seus sonhos se tornarem realidade.
Barbie as the Princess and the Pauper contém a voz de Kelly Sheridan que dubla os diálogos de Anneliese (Barbie) e Érica (Barbie). O longa converteu-se no primeiro filme musical de Barbie, onde ela interpreta sete canções originais. O filme é inspirado na obra O Príncipe e o Mendigo, do escritor americano Mark Twain, que junto com o longa, ainda seria base para Barbie: A Princesa e a Pop Star, lançado em 2012.

## Elenco
- Kelly Sheridan: Érica /Anelisse)
- Mark Hildreth: Dominic
- Alessandro Juliani: Julian
- Martin Short: Preminger
- Kathleen Barr: Serafina
- Ian James Corlett: Wolfie
- Jan Rabson: Midas
- Ellen Kennedy: Rainha Genevieve
- Pam Hyatt: Madame Carp
- Brian Drummond: Nick
- Jan Rabson: Nack
- Kathleen Barr: Bertie